# La Main blanche
La Main blanche est une mini-série française en quatre épisodes de 52 minutes, diffusée en Belgique le 18 et le 25 mai 2008 sur RTL-TVI, et en France le 26 mai et le 2 juin 2008 sur TF1, et rediffusée en 2012 sur NT1, en 2013 sur HD1 et en 2014 sur TV Breizh et sur Numéro 23  depuis le 19 juillet 2016.

## Synopsis
Au cœur des marais salants de Guérande, une main momifiée est retrouvée dans un mulon de sel. Franck Mercœur, capitaine au SRPJ de Saint-Nazaire, est chargé de l'enquête, aussitôt rejoint par Marion Ravel, anthropologue judiciaire venue de Paris. Les analyses révèlent que cette main date de plus d'un siècle.
Une série de disparitions suivent cette découverte macabre. Étrangement, elles semblent faire écho à d'autres faits survenus dans la région en 1918.

## Distribution
- Ingrid Chauvin : Marion Ravel
- Bruno Madinier : Franck Mercœur
- Frank Geney : Olivier Morel
- Dimitri Rataud : Jérôme Farche
- Emmanuel Patron : Paul Creuzot
- Yoann Moëss : Maxime Nau
- Emilie Deville : Isabelle
- Carlo Brandt : Patrick Carbonnier
- Stéphanie Pasterkamp : Mathilde Viguier
- Jean-Louis Andrieux : Victor le policier
- Pascal Liger : Grégory Bessi
- Virginie Pauc : Catherine Creuzot
- Christiane Rorato : Christine Sauvaget
- Lydie Melki : Secrétaire Creuzot
- Thierry Nenez : Employé cimetière
- Jean Charles Manuel : Le képi
- Gaëlle Le Fur, Isabelle Micottis et Olivia Nicosia : Femmes interrogées
- Thomas Chenot et Pascal Prévost : Policiers au commissariat
- Fabrice Simon : Policier scientifique
- Jean-François Rabineau : Policier unité 1
- Thierry Cazals : Policier unité 2
- Christophe Dubois : Médecin hôpital
- Maïa Michaud : Infirmière de nuit
- Eric Lichou : Bon samaritain
- Claude Kagan : Médecin urgentiste
- Joseph Lecadre : Policier maison
- Fabien Peyrefitte et Thierry Péron : Paludiers
- Eve Paradowski : Gérante hôtel
- Merlin Vergeau : Théo
- David Van Severen : Infirmier de nuit

## Fiche technique
- Écrit et coproduit par le nantais Anthony Maugendre.
- Scénario : Anthony Maugendre et Laurent Mondy.
- Musique : Laurent Sauvagnac
- Réalisation : Dennis Berry.
- Production : VAB, pour la chaîne TF1

## Commentaires
- Annoncée plusieurs fois comme la saga de l'été 2008 de TF1, La Main blanche n'est pas une saga, Ingrid Chauvin ne cesse de le répéter au fil de ses interviews.

- La volonté d'Ingrid Chauvin et de Bruno Madinier de se retrouver sur un tournage est le fait de n'avoir jamais tourné une suite de Dolmen.

### Lieux de tournage
Loire-Atlantique :
- scènes extérieures tournées dans la commune de Guérande : dans la ville médiévale, dans les marais salants (à Sissable notamment) et au Manoir de Drézeux, en octobre - novembre 2007, ainsi qu'au Croisic, La Turballe (Pen Bron) et Batz-sur-Mer.

### Sources
- Presse locale (tournage de la série) :
  - L'écho de la Presqu'île guérandaise et de Saint-Nazaire : vendredi 26 octobre p.44
  - Presse Océan (édition du 20 octobre 2007)
  - Ouest France ( édition La Baule Saint-Nazaire)

- Presse locale : Interview de l'auteur durant le tournage (octobre 2007)